# Campellolebias
Campellolebias es un género de peces de agua dulce de la familia rivúlidos en el orden de los ciprinodontiformes, que se distribuyen por ríos de América del Sur.
De importancia económica por su uso en acuariología.

## Hábitat
Viven en ríos y arroyos de la sabana boscosa y en estanques y pantanos de la selva de la zona este de Brasil.

## Especies
Se conocen solo cuatro especies válidas en este género:
- Campellolebias brucei (Vaz-Ferreira y Sierra de Soriano, 1974)
- Campellolebias chrysolineatus (Costa, Lacerda y Brasil, 1989)
- Campellolebias dorsimaculatus (Costa, Lacerda y Brasil, 1989)
- Campellolebias intermedius (Costa y De Luca, 2006)